# 핵심 제품
핵심 제품(core product) 또는 주력 제품은 소비자가 구매할 수 있는 회사의 주요 판촉, 서비스 또는 제품이다. 핵심 제품은 핵심 제품을 생산하는 회사 또는 핵심 제품이 판매되는 다른 회사에 의해 최종 제품에 통합될 수 있다.

## 제품의 세 가지 단계
핵심 제품의 개념은 필립 코틀러가 1967년에 쓴 저서인 마케팅 관리: 분석, 계획 및 제어에서 유래되었다. 이는 제품의 세 가지 수준 개념의 첫 번째 수준을 형성한다.
코틀러는 제품을 핵심 제품, 실제 제품, 증강 제품의 세 가지 수준으로 나눌 수 있다고 제안했다. 핵심제품은 제품이 고객에게 제공하는 이익으로 정의된다. 실제 제품은 유형의 물체를 말하며 물리적 품질 및 디자인과 관련된다. 증강된 제품은 소비자가 실제 제품을 사용할 수 있도록 돕기 위해 취해진 조치로 구성된다. 연구 개발에서 세 가지 수준의 제품을 혼합하여 사용함으로써 기업은 고객을 더 잘 이해하고 시장에서 더 나은 위치를 확보하며 더 성공적인 제품을 만들 수 있다.

## 신제품 개발
스테이지게이트(Stage-Gate) 혁신 프로세스라고도 불리는 신제품 개발(NPD, New Product Development) 프로세스는 로버트 G. 쿠퍼(Robert G. Cooper) 박사가 제품이 성공하거나 실패하는 이유에 대한 포괄적인 연구의 결과로 개발되었다. 프로세스는 초기에 핵심 제품을 정의하는 아이디어 생성에 중점을 둔다. 핵심제품이 혁신적이고 시장 수요에 부응한다면 실제 제품의 성공으로 이어질 수 있다.